# Chiesa dei Santi Pietro e Paolo (Barni)
La chiesa dei Santi Apostoli Pietro e Paolo era la primitiva parrocchiale delle popolazioni dei comuni di Barni e Magreglio. Eretta durante il Medioevo su volontà dei frati benedettini del monastero di Civate, rappresenta una delle più antiche chiese della Vallassina.

## Il campanile
La torre campanaria fu realizzata tra il 1025 ed il 1050 con pietre squadrate, in origine situata a circa 9 metri di distanza e ruotata di alcuni gradi rispetto ai lati della Chiesa. Il campanile risulta diviso in quattro ordini coronati da archetti pensili: il primo ha una sola feritoia, il secondo è cieco, il terzo è su due piani con una finestra centinata sormontata da una bifora piuttosto stretta, mentre il quarto possiede bifore più ampie. Le campane presenti all’interno risalgono la più piccola al 1420 e la più grande al 1525 e sono tra le più antiche in tutta l’area lombarda.

## L'abside
L’abside è semicircolare, probabilmente edificata nel 1100, e ben diversa dalle absidi a pianta quadrata che caratterizzano le altre chiese romaniche della valle. Si presume quindi che l’edificazione della chiesa sia avvenuta in tempi precedenti. Nell’abside è presente un grande affresco risalente come tutta la decorazione in-terna al XV o XVI secolo, rappresentate un Cristo crocefisso attorniato da santi e sante, si riconoscono partendo dal lato sinistro: san Giovanni Battista, le pie donne che sorreggono la Vergine, Maria Maddalena, san Giovanni Apostolo, una santa di cui si ritrova solamente il volto ed un santo con barba bianca e una santa con il velo dei quali non vi sono caratteristiche che possano permetterne il riconosci- mento. Sotto questa raffigurazione troviamo una scritta che corre lungo tutta la base, dell’affresco: "Chi vuole venire dietro a me prenda la sua croce e mi segua. Così insegna" . Ai lati dell’affresco troviamo rappresentate due figure: santa Chiara a sinistra e san Francesco a destra.
Nella volta absidale spiccano la figura del Padre Eterno, lo Spirito Santo in forma di colomba e gli angeli in adorazione. Sul lato sinistro dell’abside si scorge la figura di san Lucio, protettore dei lattai e dei pecorai, mentre reca in una mano una forma di formaggio e nell’altra un coltello nell’atto di tagliare il cibo da destinare ai poveri. L’autore di tutti gli affreschi è ignoto, anche se il nome ipotizzato sarebbe quello del De Veris, la cui famiglia era originaria di Barni. L’abside fu in seguito incorporata e affiancata ad un edificio a pianta centrale del secolo successivo. A dividere la parte absidale dalla navata vi è una balaustra risalente al 1752 che sostituì la precedente ringhiera in ferro.

## Il corpo centrale
Dal XV al XVI secolo diversi ampliamenti hanno modificato la struttura originaria allungandone il corpo centrale e variandone la copertura originaria con legno a vista con l’attuale volta a botte che ha innalzato l’intero edificio. Nel 1805 si dovette assicurare la volta con due chiavi di ferro e ricoprire la base esterna con del cemento per ostacolare le infiltrazioni d’acqua. Nello stesso anno furono costruiti i due altari oggi visibili. La chiesa fu consacrata da San Carlo Borromeo il 29 agosto 1573. Lo stesso Borromeo scrisse che nel 1570 la chiesa era interamente affrescata ma l’acqua aveva rovinato irrimediabilmente le pitture tanto che nel 1584 ordinò di intonacarle.
Nel 1796 la vecchia sacrestia venne incorporata alla chiesa e si procedette alla realizzazione della nuova sacrestia a ridosso dell’abside. La vecchia sacrestia parzialmente affrescata, presenta un altare dedicato alla Madonna. Nel sottarco di congiunzione tra l’altare e la navata troviamo raffigurati gli apostoli e sant’Antonio Abate, mentre sulla parete interna sinistra troviamo raffigurati san Sebastiano, la Madonna con in braccio il Bambino, san Rocco, ed una santa martire non nota. Gli ultimi interventi sull’edificio sono di epoca più recente e riguardano la realizzazione di un locale dove sono conservate le spoglie mortali del Servo di Dio don Biagio Verri, accanto al quale hanno chiesto di essere posti don Amedeo Tavola e don Luigi Bricchi. A sinistra si può ammirare sopra la lapide mortuaria di don Bartolomeo Bruno, opera di Eugenio Bellosio.
Esternamente sulla facciata è possibile scorgere l’impronta di una serie di croci racchiuse in rettangoli risalenti con molta probabilità ad un’antica via crucis. L’ingresso è costituito da un portone in legno di semplice foggia, incorniciato da un portale di serizzo il cui architrave porta l’incisione "Apostolorum Principi" che rimanda alla dedicazione della chiesa a San Pietro. Al di sopra del portale si trova una nicchia semicircolare dove sono rappresentati una Madonna con il Bambino seduta in trono con particolari in rilievo e, nel piccolo sottarco, volti di angeli.

## Altro
Nella chiesa si conserva un'èffige in terracotta dorata di una Madonna (XVI secolo).